# Sonico
Sonico is een gemeente in de Italiaanse provincie Brescia (regio Lombardije) en telt 1217 inwoners (31-12-2004). De oppervlakte bedraagt 60,4 km², de bevolkingsdichtheid is 20 inwoners per km².
De volgende frazioni maken deel uit van de gemeente: Rino, Garda, Comparte.

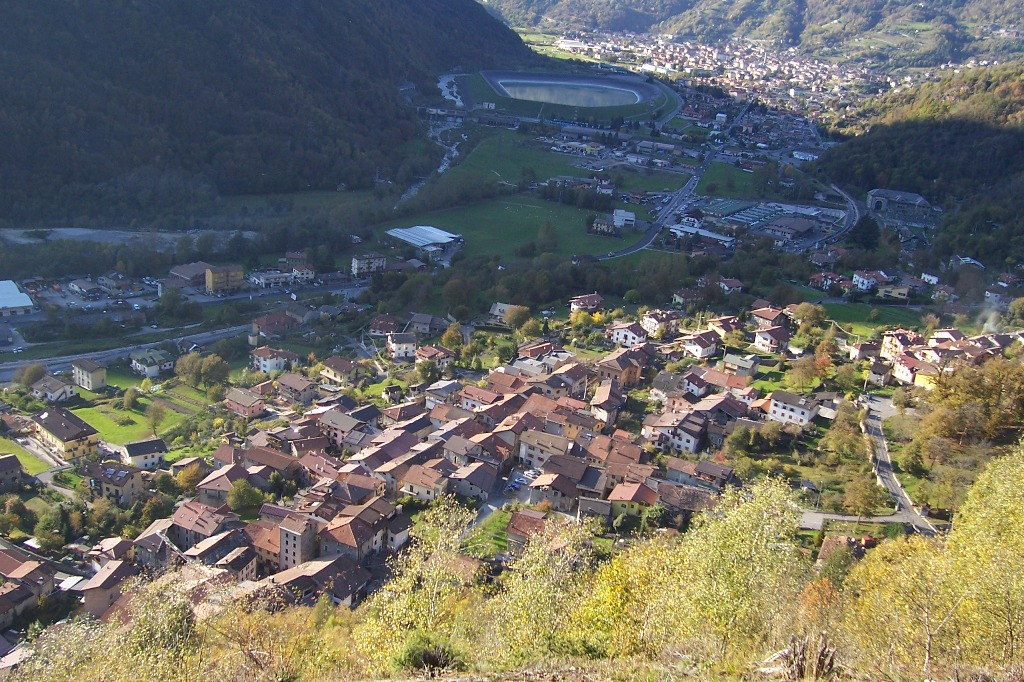
Sonico
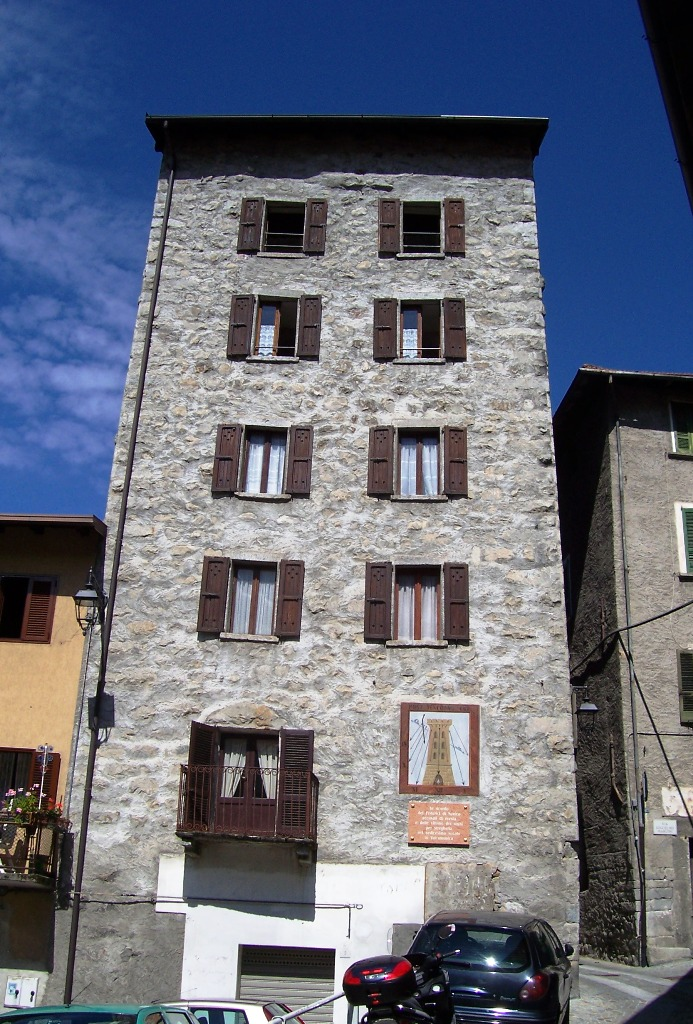
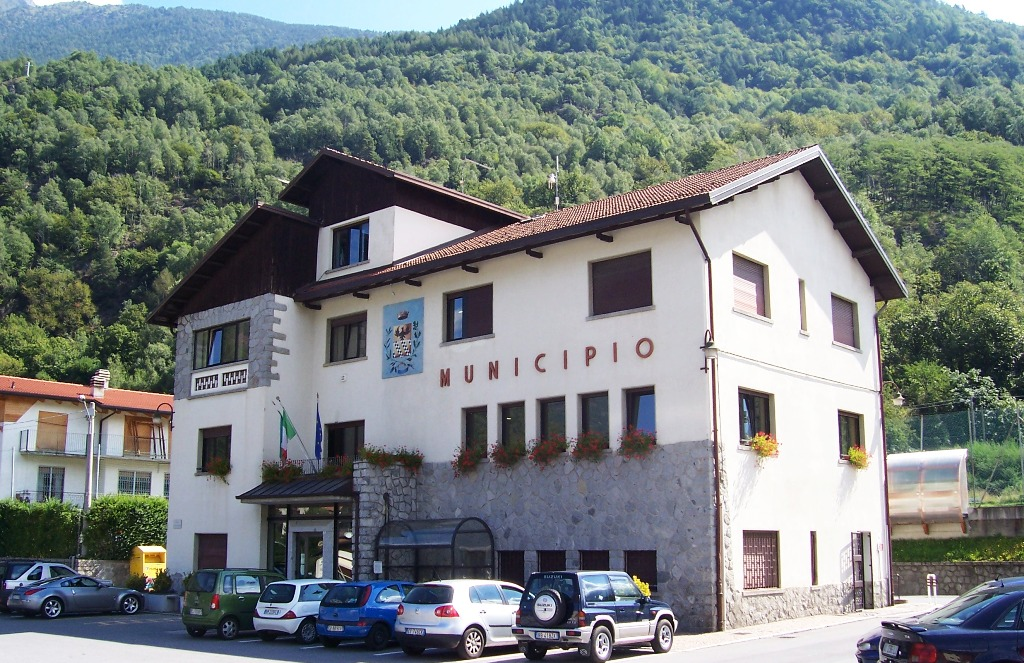
Gemeentehuis
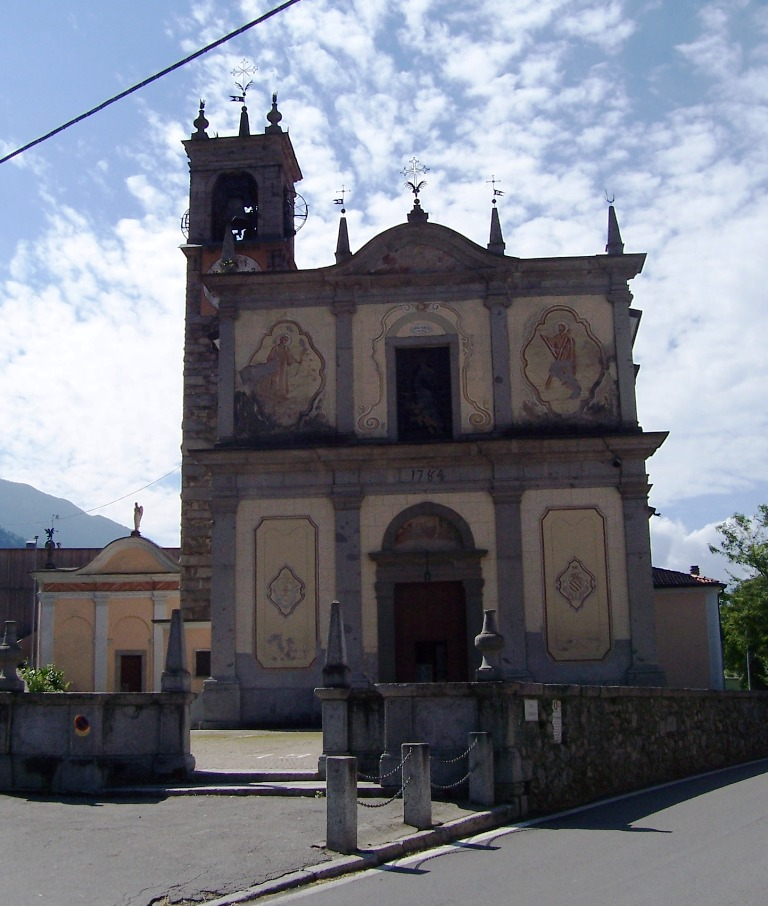

## Demografie
Sonico telt ongeveer 469 huishoudens. Het aantal inwoners daalde in de periode 1991-2001 met 7,4% volgens cijfers uit de tienjaarlijkse volkstellingen van ISTAT.
| Jaar | Inwoneraantal |
| ---- | ------------- |
| 1991 | 1304          |
| 2001 | 1208          |

## Geografie
De gemeente ligt op ongeveer 650 m boven zeeniveau.
Sonico grenst aan de volgende gemeenten: Berzo Demo, Cevo, Edolo, Malonno, Saviore dell'Adamello.